# جف هیوز
جف هاگز (انگلیسی: Jeff Hughes؛ زادهٔ ۲۹ مهٔ ۱۹۸۵) بازیکن فوتبال اهل ایرلند شمالی است.
از باشگاه‌هایی که در آن بازی کرده‌است می‌توان به باشگاه فوتبال بریستول راورز، باشگاه فوتبال ترانمره راورز، باشگاه فوتبال پیتربورو یونایتد، باشگاه فوتبال نوتس کانتی، باشگاه فوتبال کریستال پالاس، باشگاه فوتبال کمبریج یونایتد، باشگاه فوتبال لینکولن سیتی و باشگاه فوتبال فلیتوود اشاره کرد.
او همچنین در تیم‌های ملی فوتبال زیر ۲۱ سال ایرلند شمالی و ایرلند شمالی بازی کرده‌است.